# 毛利甚八
毛利甚八（1958年—2015年11月21日），本名毛利卓哉，生於日本長崎縣佐世保市，作家與攝影家。為漫畫《家栽之人》的原作者。

## 生平
畢業於日本大學藝術研究系。畢業後成為雜誌作家。1986年，與漫畫家魚戶修合作，出版《家栽之人》，擔任原作者。
2001年，移居到大分縣豐後高田市。2003年開始，在中津市的少年感化院，中津少年學院，擔任面談志工，輔導在此接受感化教育的未成年人。
2015年11月21日，因食道癌，在大分縣自宅過世。